# Marie-Philip Poulinová
Marie-Philip Poulinová CQ, nepřechýleně Marie-Philip Poulin (* 28. března 1991, Québec), je kanadská hokejová útočnice, hráčka týmu Victoire de Montréal, dlouholetá kapitánka kanadské reprezentace a jedna z nejlepších hokejistek historie.

## Přezdívka „Captain Clutch“
Poulinová je známá zejména díky tomu, že vstřelila vítězný gól ve finále třech ze čtyř olympiád, do kterých zasáhla. Konkrétně rozhodla finále olympijských her v letech 2010, 2014 a 2022. Vítězný gól vstřelila mimo jiné také ve finále MS 2021.
Díky těmto bezprecedentním počinům jí její spoluhráčky (a také média) začaly přezdívat „Captain Clutch“ neboli „Kapitánka kritických momentů“.

## Klubová kariéra

### PWHL
V roce 2023 koupila investiční skupina Marka Waltera spolupracující s PWHPA konkurenční Premier Hockey Federation a založila novou ligu PWHL. Dne 5. září se Poulinová stala jednou ze tří prvních hráček Montréálu, kde spolu se svou partnerkou Laurou Staceyovou a Ann-Renée Desbiensovou podepsaly tříleté smlouvy.
V prosinci 2023 byla Poulinová jmenována kapitánkou Montréalu. Svoji první branku v soutěži vstřelila Poulinová do sítě New Yorku 10. ledna 2024. Tento zápas byl o to zajímavější, že v něm Marie-Philip rovnou zaznamenala hattrick. První sezóna Montréalu skončila vyřazením po třech prohrách v prodloužení v semifinále proti Bostonu. Poulinová si ve své první sezóně v PWHL připsala 23 bodů ve 21 utkáních základní části, ke kterým přidala 2 body ve 3 utkáních vyřazovacích bojů. Za své výkony byla oceněna jmenováním do prvního All-Star týmu.
Ve druhém ročníku (2024/25) skončil Montréal na prvním místě po zákládní části. Poulinová se navíc s 19 góly ve 30 utkáních stala nejlepší střelkyní základní části. Druhá sezóna Montréalu skončila taktéž v semifinále, když Victoire nestačili poměrem 1:3 na zápasy na Ottawu.

## Ocenění a úspěchy
- 2010 ZOH – Mediální All-Star Tým
- 2013 MS – Nejlepší útočnice – [18]
- 2013 MS – Mediální All-Star Tým – [18]
- 2013 MS – Nejužitečnější hráčka turnaje – [18]
- 2022 ZOH – Mediální All-Star Tým – [19]
- 2023 MS – Mediální All-Star Tým – [20]
- 2024 PWHL – První All-Star Tým – [15]
- 2025 PWHL – Nejlepší střelkyně – [16]
- 2025 MS – Nejlepší útočnice – [21]
- 2025 MS – Mediální All-Star Tým – [21]
- 2025 MS – Nejužitečnější hráčka turnaje – [21]
- 2025 IIHF – Nejlepší hokejistka sezóny – [22]

## Prvenství

### PWHL
- Debut – 2. ledna 2024 (Ottawa Charge proti Victoire de Montréal)
- První gól – 10. ledna 2024 (New York Sirens proti Victoire de Montréal, brankářce Corinne Schroederové)
- První asistence – 2. ledna 2024 (Ottawa Charge proti Victoire de Montréal)
- První hattrick – 10. ledna 2024 (New York Sirens proti Victoire de Montréal)

## Klubové statistiky
| Sezóna       | Klub                        | Soutěž       |    | Základní část | Základní část | Základní část | Základní část | Základní část |   | Play off | Play off | Play off | Play off | Play off |
| Sezóna       | Klub                        | Soutěž       | Z  | G             | A             | B             | TM            | Z             | G | A        | B        | TM       |          |          |
| 2014/15      | Bostonská univerzita        | NCAA         | 35 | 19            | 36            | 55            | 18            | —             | — | —        | —        | —        |          |          |
| 2013/14      | Kanada                      | AMHL         | 8  | 1             | 3             | 4             | 6             | —             | — | —        | —        | —        |          |          |
| 2014/15      | Bostonská univerzita        | NCAA         | 32 | 27            | 27            | 54            | 18            | —             | — | —        | —        | —        |          |          |
| 2015/16      | Les Canadiennes de Montréal | CWHL         | 22 | 23            | 23            | 46            | 10            | 3             | 4 | 5        | 9        | 2        |          |          |
| 2016/17      | Les Canadiennes de Montréal | CWHL         | 23 | 15            | 22            | 37            | 6             | —             | — | —        | —        | —        |          |          |
| 2017/18      | Kanada                      | AMHL         | 15 | 6             | 4             | 10            | 10            | —             | — | —        | —        | —        |          |          |
| 2018/19      | Les Canadiennes de Montréal | CWHL         | 26 | 23            | 27            | 50            | 12            | —             | — | —        | —        | —        |          |          |
| 2019/20      | Nehrála na klubové úrovni   | —            | —  | —             | —             | —             | —             | —             | — | —        | —        | —        |          |          |
| 2020/21      | Montréal                    | PWHPA        | 4  | 5             | 6             | 11            | 2             | —             | — | —        | —        | —        |          |          |
| 2021/22      | Nehrála na klubové úrovni   | —            | —  | —             | —             | —             | —             | —             | — | —        | —        | —        |          |          |
| 2022/23      | Team Harvey's               | PWHPA        | 20 | 12            | 15            | 27            | 10            | —             | — | —        | —        | —        |          |          |
| 2024         | PWHL Montréal               | PWHL         | 21 | 10            | 13            | 23            | 14            | 3             | 1 | 1        | 2        | 0        |          |          |
| 2024/25      | Victoire de Montréal        | PWHL         | 30 | 19            | 7             | 26            | 21            | 4             | 1 | 1        | 2        | 2        |          |          |
| PWHL celkově | PWHL celkově                | PWHL celkově | 51 | 29            | 20            | 49            | 35            | 7             | 2 | 2        | 4        | 2        |          |          |

## Osobní život
Její bratr Pier-Alexandre Poulin je bývalým hokejistou, který během své kariéry odehrál 116 zápasů v základní části QMJHL, ke kterým přidal 5 startů ve vyřazovacích bojích této soutěže. V letech 2022 až 2024 Poulin působil jako skaut pro organizaci Vancouver Canucks.
Dne 26. května 2023 Poulinová oznámila zasnoubení se svou dlouholetou partnerkou a spoluhráčkou z kanadské reprezentace Laurou Staceyovou. Vzali se 28. září 2024.
V roce 2024 byla Poulinová jmenována rytířkou Národního řádu Quebecu.